# Gant
A Gant é uma marca de roupa internacional com sede em Estocolmo, na Suécia. A empresa foi fundada em 1949, por Bernard Gantmacher, nos Estados Unidos. Gantmacher, um imigrante judeu de origem ucraniana, chegou a Nova Iorque em 1914. E  aí, conheceu a sua futura esposa, Rebecca Rose, especialista em botões e caseados. Na primavera de 2006, a Gant  tornou-se uma empresa de capital aberto e permaneceu cotada na bolsa de valores de Estocolmo até 20 de março de 2008, quando foi adquirida pelo grupo suíço de retalho  Maus Frères.
A Gant é reconhecida como a marca que tornou as  camisas clássicas populares no mercado. A empresa também lançou uma premiada presilha  de manga com botão e o "gancho" nas costas das camisas. A empresa atua em 70 países e os seus produtos estão disponíveis em 4000 retalhistas  selecionados e 583 lojas Gant em todo o mundo.